# Grupo de Acesso
No Carnaval, costuma-se chamar de Grupo de Acesso as divisões inferiores do concurso de escolas de samba de determinada cidade.

## História
O Grupo de Acesso foi criado pela primeira vez no Rio de Janeiro, quando a União das Escolas de Samba do Brasil, a FBES e a UCES resolveram organizar uma única competição, ao contrário dos últimos três anos, onde estas três entidades haviam organizado mais de um desfile paralelo.

### No Rio de Janeiro
Antes disso, desde os tempos em que só havia uma associação de escolas de samba, por mais escolas que houvesse, todas desfilavam na mesma divisão. Porém, em 1952, com a unificação, chegou-se à conclusão de que havia muitas escolas para desfilar no mesmo dia, e dividir a verba destinada pela prefeitura. Diante disso, decidiu-se colocar no Grupo 1 (atual Grupo Especial) as 24 melhores, enquanto as demais passariam a desfilar no Grupo 2 (atual Grupo de Acesso), com a promessa de possibilidade de ascensão e descenso, promessa esta que só foi concretizada em 1954, dois anos depois.
Em 1960, foi criado o Grupo 3 (atual Grupo de Acesso B), e em 1979, a primeira mudança de nomes, com a criação do atual Grupo D. As divisões passam a se chamar Grupo 1-A, 1-B, 2-A e 2-B.
Em 1984, com a criação da LIESA, as escolas de samba do Grupo 1-A passam não mais ser filiadas à AESCRJ, voltando a se filiar em caso de rebaixamento, para disputar o Grupo 1-B. No ano de 1987, nova mudança: as divisões passam a se chamar Grupos 1, 2, 3 e 4. Em 1990, o Grupo 1 passa a se chamar Grupo Especial, o Grupo 2 torna-se Grupo 1 e assim por diante. Também é criada uma 5ª divisão, o atual Grupo E, que na época foi chamado de Grupo de Acesso propriamente dito. 
Em 1995, após problemas internos na AESCRJ, foi criada a LIESGA que organizou os desfiles somente deste ano, modificando os Grupos 1, 2, 3 e 4 para Grupos de acesso A, B, C, D, E. 
Em 2008, com a criação da LESGA, as escolas de samba do Grupo de acesso A passam não mais ser filiadas à AESCRJ, voltando a se filiar em caso de rebaixamento, para disputar o Grupo Rio de Janeiro 1, o extinto Grupo de acesso B, no mesmo ano foi criado o Grupo Rio de Janeiro, onde as divisões passam a se chamar Grupos Rio de Janeiro 1, 2, 3 e 4. 
Em 2010 com a filiação das escolas do Grupo Rio de Janeiro 1 à LESGA, o Grupo RJ-1 voltou a se chamar Grupo B. À AESCRJ restaram os demais grupos, que também voltaram as denominações antigas: Grupos C, D e E. Para 2013, os grupos A e B foram unificados na Série A, o que fez com que os grupos abaixo fossem renomeados e passassem a significar uma divisão acima na hierarquia dos grupos. Desta forma, as escolas que estavam no grupo C, quarta divisão, passaram ao Grupo B, terceira, ainda que continuassem a desfilar no mesmo dia e local, o domingo de Carnaval na Intendente Magalhães; o mesmo ocorreu com as escola do Grupo D, promovidas ao C, e as escolas do E, promovidas ao D. Em 2020 a LIESB controla a Terceira, Quarta e Quinta Divisão, que passam a serem Grupo Especial da Intendente Magalhães, Grupo de Acesso da Intendente Magalhães e Grupo de Avaliação.

### Em São Paulo
Em São Paulo, há dois grupos chamados Grupo de Acesso: a segunda divisão, aquela que está logo abaixo do Grupo Especial, sendo ambos (Grupo Especial, Grupo de Acesso 1 e Grupo de Acesso 2) administrados pela LigaSP; e a última divisão das escolas de samba, administrada pela UESP, sendo que grupos intermediários entre o acesso da LIGA e o acesso da UESP não recebem este nome.